# Villa Max Kuntze
Die Villa von Max Kuntze ist ein „malerisch unregelmäßiger und barockisierender Villenbau“ im Jagdweg 6 im Stadtteil Niederlößnitz der sächsischen Stadt Radebeul. Das Gebäude wurde 1898/1899 durch den Architekten Oskar Menzel für den Bankier und späteren Landtagsabgeordneten Max Kuntze entworfen.

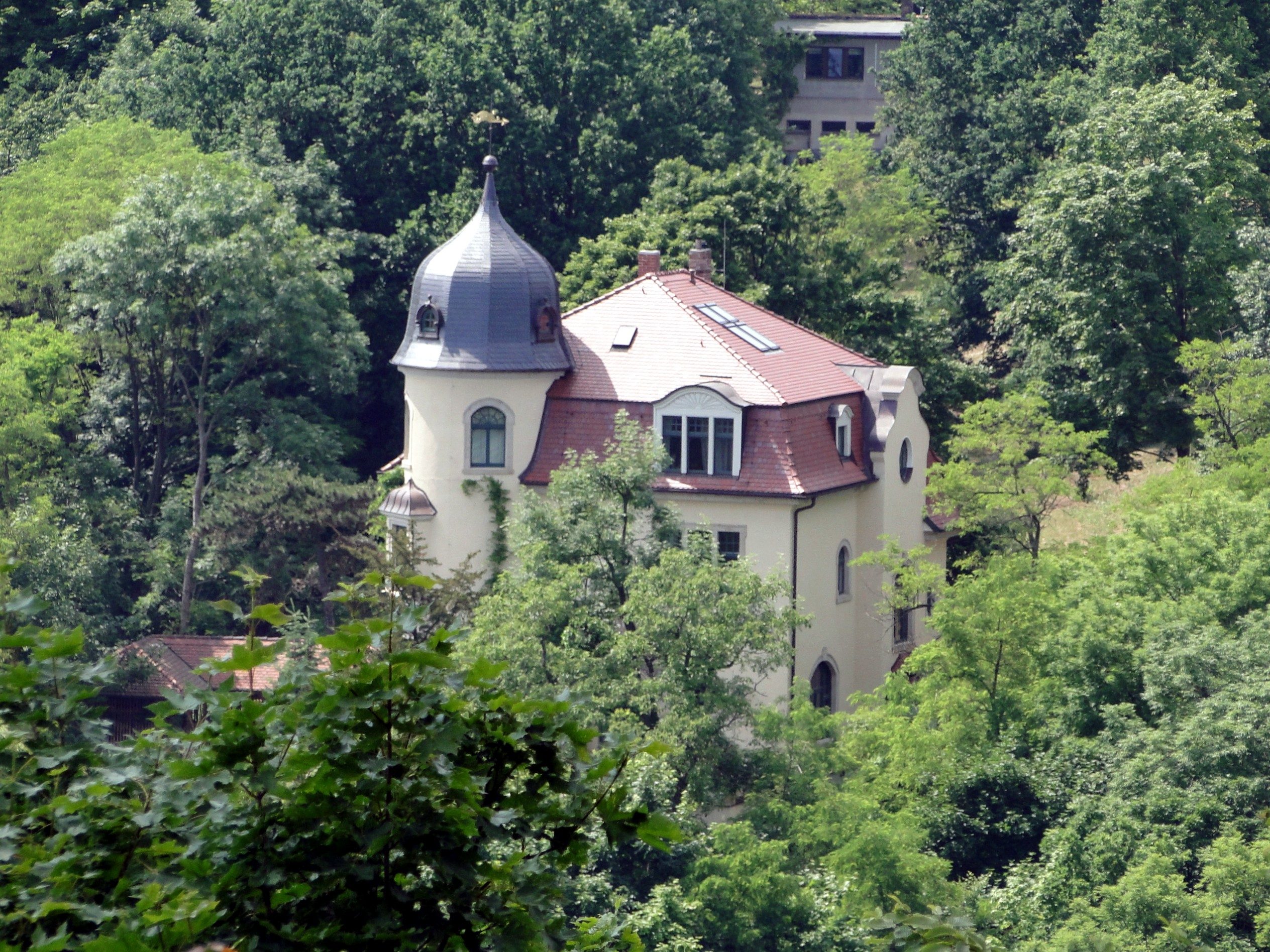
Villa Max Kuntze

## Beschreibung

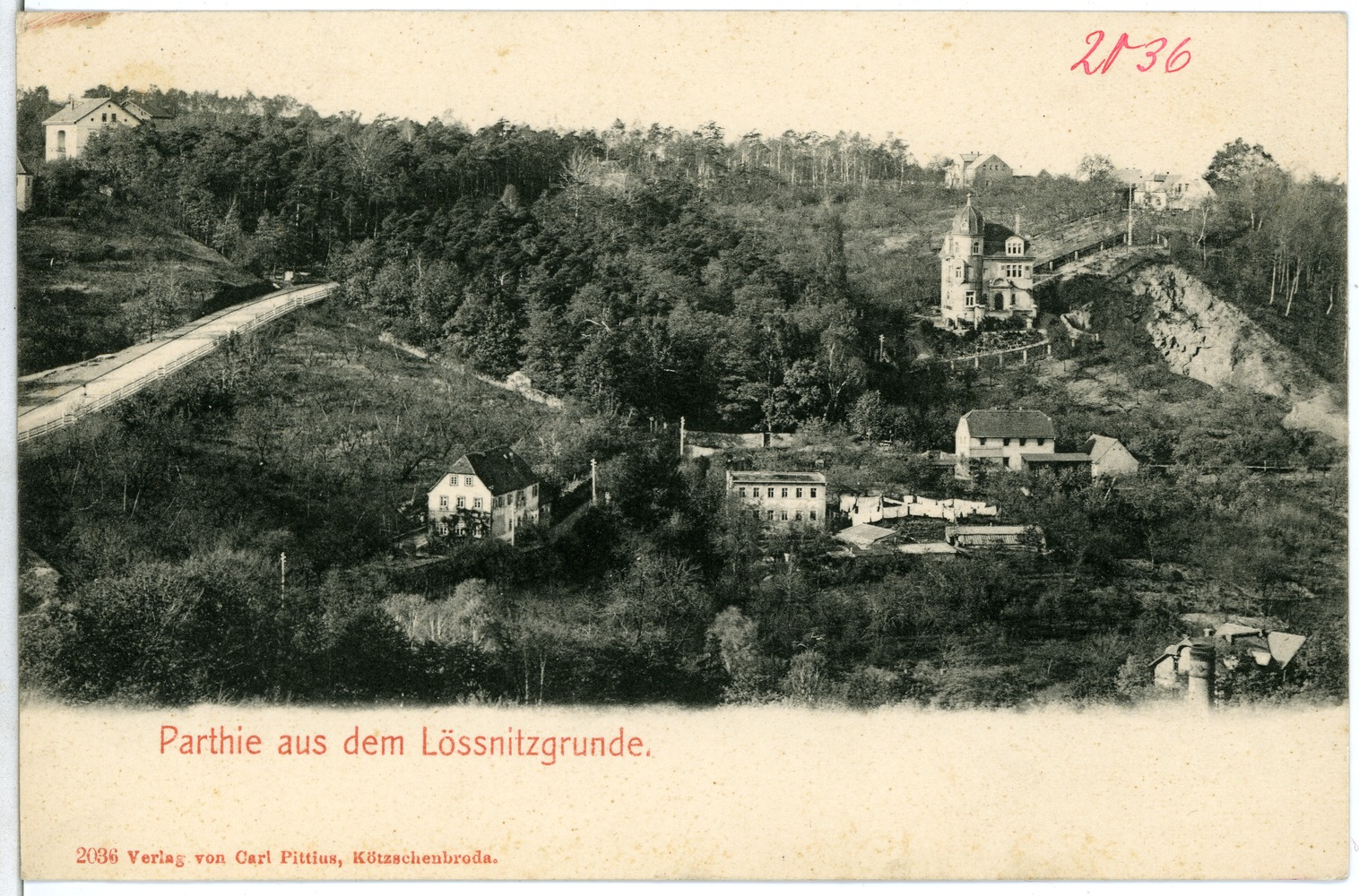
Kuntzes Villa 1901

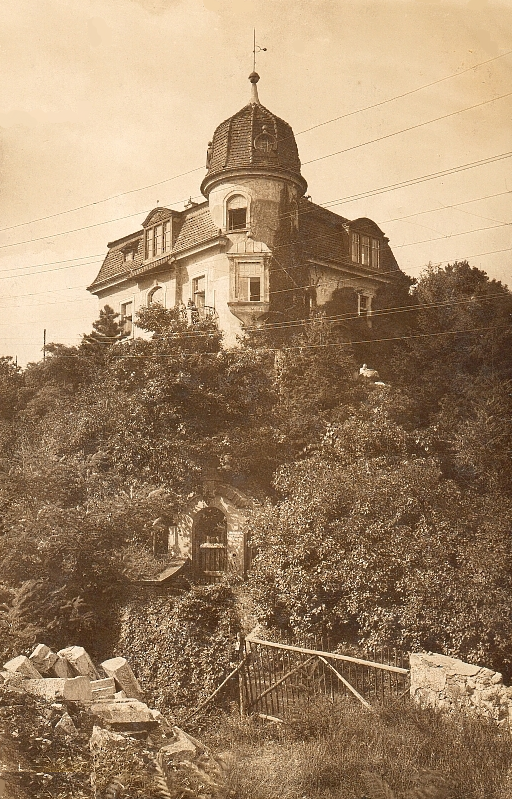
Kuntzes Villa um 1930

Die zweigeschossige, mit Einfriedung und Pforte unter Denkmalschutz stehende Villa liegt in Hanglage auf einem ehemaligen Weinbergsgrundstück innerhalb des  Denkmalschutzgebiets Historische Weinberglandschaft Radebeul.
Der Putzbau hat ein hohes Souterrain und ein ausgebautes Mansarddach. Auf der talseitigen Südostecke steht ein dreigeschossiger, runder Turm mit Erker im mittleren Geschoss sowie einer achteckigen, geschweiften Haube obenauf. In der südlichen Hauptansicht befindet sich ein Balkon. Die Fenster, darunter einige Korbbogenfenster im Erdgeschoss, werden durch Sandsteingewände eingefasst. In der östlichen Seitenansicht befindet sich das Hauptportal im Stil der Neorenaissance mit „Rundbogen, Pilastern, Gebälk und Halbkreisbogen-Giebel“. Der Nebeneingang in einem Treppenhausvorbau auf der Bergseite zeigt einen geschweiften Giebel.
Vor dem Haupteingang befindet sich eine Terrasse mit einer Freitreppe. Das massive Portal in der Grundstückseinfriedung trägt einen Scheitelstein mit einer großen Kugel.

## Geschichte
Ein Entwurf nebst Bauantrag des Architekten und Baumeisters Gustav Röder von 1897 wurde nicht ausgeführt. Zur gleichen Zeit baute Menzel für Kuntzes Schwester Thekla, die das väterliche Haus Albertsberg geerbt hatte, dieses um, während die Geschwister Frida mit der Villa Sommer und Albert mit der Villa Kuntze Neubauten erhielten.
Laut Adressbuch 1922/23 wie auch 1931 wohnte der Maler Alexander Kircher im Jagdweg 6, laut Adressbuch 1933 bis etwa 1934 wohnte er dann in der Villa Zillerstraße 5.